# São Clemente (título cardinalício)
O título cardinalício de São Clemente (em latim: Sancti Clementis) foi mencionado pela primeira vez por São Jerônimo, em sua "Vida de São Clemente", contidas no De Viris illustrii, 15, Patrologiae Latinae, 23, 663. Foi criado no século V e é ligada à Basílica de São Clemente.